# Hilton Pacey Motors
Hilton Pacey Motors (manchmal auch: Hilton-Peacey Motors) war ein britischer Hersteller von Cyclecars, der 1926–1928 in Woking (Surrey) ansässig war. Neben den Gründern Hilton Skinner und Bob Peacey waren noch zwei Angestellte in der Firma beschäftigt. Die dort hergestellten dreirädrigen Fahrzeuge erhielten den Namen HP.
Die meisten Fahrzeuge waren mit einem luftgekühlten Einzylindermotor mit 500 cm³ Hubraum von J.A.P. ausgestattet, aber ein Fahrzeug hatte eine größere 600 cm³-Version, zwei einen Einzylinder-Zweitaktmotor mit 500 cm³ Hubraum von Dunelt und drei 500 cm³-ohc-Einzylindermotoren von Vulpine. Die Motorkraft wurde durch eine Kette zu einem Sturmey-Archer-Dreiganggetriebe weitergeleitet und von dort durch eine weitere lange Kette zum einzelnen Hinterrad. Viele Teile, darunter auch die Vorderachse, wurden von Blériot-Whippet aufgekauft, die vorher ihren Betrieb eingestellt hatten. Hilton Pacey Motors bot auch Ersatzteile für das Blériot-Whippet-Cyclecar an.
Die zweisitzigen, offenen Aufbauten bestanden aus Sperrholz, das mit Stoff überzogen war. Das Fahrgestell wurde aus laminierter Esche hergestellt und die Vorderachse war an viertelelliptischen Blattfedern aufgehängt. Zur Vereinfachung des Fahrwerks war das einzelne Hinterrad ungefedert.
Insgesamt entstanden etwa 40 Automobile. Der Verkaufspreis lag bei £ 65.

## Modelle
| Modell | Bauzeitraum | Zylinder | Hubraum     | Radstand |
| ------ | ----------- | -------- | ----------- | -------- |
| 4.9    | 1926–1928   | 1        | 490–600 cm³ | 1981 mm  |